# The Barclays
The Barclays is een golftoernooi in de Verenigde Staten dat deel uitmaakt van de Amerikaanse PGA Tour. Het toernooi werd opgericht in 1967 als de Westchester Classic en wordt sindsdien op verschillende golfbanen gespeelde.

## Geschiedenis
Dertig jaar lang werd dit toernooi gespeeld op de Westchester Country Club in Rye, New York. Sinds 2008 wordt afgewisseld tussen een aantal clubs in de buurt van New York. Veel Amerikanen noemen het toernooi nog steeds 'The Westchester'. De datum viel de eerste jaren in augustus, later in de week net voor of net na het US Open. In Europa kreeg het toernooi bekendheid eind tachtiger jaren als de Buick Classic, nadat Ballesteros het tweemaal gewonnen had. In 2005 werd Barclays de naamsponsor.
De winnaar van de tweede editie was de 48-jarige Julius Boros, die niet lang daarvoor ook het US PGA Kampioenschap had gewonnen, als oudste winnaar ooit. Er werd dat jaar een nieuw baanrecord van 62 bevestigd door Dan Silkes.

## Golfbanen
Sinds de oprichting vond het toernooi meermaals plaats op verschillende locaties:
| Jaren     | Golfbaan                           | Locatie                 | Info                                             |
| --------- | ---------------------------------- | ----------------------- | ------------------------------------------------ |
| 1967-2007 | Westchester Country Club           | Harrison, New York      | 30 jaar lang de vaste golfbaan van deze toernooi |
| 2008      | Ridgewood Country Club             | Paramus, New Jersey     |                                                  |
| 2009      | Liberty National Golf Club         | Jersey City, New Jersey |                                                  |
| 2010      | Ridgewood Country Club             | Paramus, New Jersey     |                                                  |
| 2011      | Plainfield Country Club            | Edison, New Jersey      |                                                  |
| 2012      | Bethpage State Park (Black Course) | Old Bethpage, New York  |                                                  |
| 2013      | Liberty National Golf Club         | Jersey City, New Jersey |                                                  |
| 2014      | Ridgewood Country Club             | Paramus, New Jersey     |                                                  |

## Winnaars
| Jaar                                      | Winnaar             | Score               | Score               | Info                                                                         |
| Westchester Classic                       | Westchester Classic | Westchester Classic | Westchester Classic | Westchester Classic                                                          |
| ----------------------------------------- | ------------------- | ------------------- | ------------------- | ---------------------------------------------------------------------------- |
| 1967                                      | Jack Nicklaus       | 272                 | –16                 |                                                                              |
| 1968                                      | Julius Boros        | 272                 | –16                 |                                                                              |
| 1969                                      | Frank Beard         | 275                 | –13                 |                                                                              |
| 1970                                      | Bruce Crampton      | 273                 | –15                 |                                                                              |
| 1971                                      | Arnold Palmer       | 270                 | –18                 |                                                                              |
| 1972                                      | Jack Nicklaus       | 270                 | –18                 |                                                                              |
| 1973                                      | Bobby Nichols po    | 272                 | –16                 | Won de play-off van Bob Murphy                                               |
| 1974                                      | Johnny Miller       | 269                 | –19                 |                                                                              |
| 1975                                      | Gene Littler po     | 271                 | –17                 | Won de play-off van Julius Boros                                             |
| American Express Westchester Classic      |                     |                     |                     |                                                                              |
| 1976                                      | David Graham        | 272                 | –12                 |                                                                              |
| 1977                                      | Andy North          | 272                 | –16                 |                                                                              |
| 1978                                      | Lee Elder           | 274                 | –10                 |                                                                              |
| Manufacturers Hanover Westchester Classic |                     |                     |                     |                                                                              |
| 1979                                      | Jack Renner         | 277                 | –7                  |                                                                              |
| 1980                                      | Curtis Strange      | 273                 | –11                 |                                                                              |
| 1981                                      | Raymond Floyd       | 275                 | –9                  |                                                                              |
| 1982                                      | Bob Gilder          | 261                 | –19                 |                                                                              |
| 1983                                      | Seve Ballesteros    | 276                 | –8                  |                                                                              |
| 1984                                      | Scott Simpson       | 269                 | –15                 |                                                                              |
| 1985                                      | Roger Maltbie po    | 275                 | –9                  | Won de play-off van George Burns                                             |
| 1986                                      | Bob Tway            | 272                 | –12                 |                                                                              |
| 1987                                      | J. C. Snead po      | 276                 | –8                  | Won de play-off van Seve Ballesteros                                         |
| 1988                                      | Seve Ballesteros po | 276                 | –8                  | Won de play-off van David Frost en Greg Norman                               |
| 1989                                      | Wayne Grady po      | 277                 | –7                  | Won de play-off van Ronnie Black                                             |
| 1990                                      | Hale Irwin          | 269                 | –15                 |                                                                              |
| 1991                                      | Billy Andrade       | 273                 | –11                 |                                                                              |
| 1992                                      | David Frost         | 268                 | –16                 |                                                                              |
| 1993                                      | Vijay Singh po      | 280                 | –4                  | Won de play-off van Mark Wiebe                                               |
| 1994                                      | Lee Janzen          | 268                 | –16                 |                                                                              |
| 1995                                      | Vijay Singh po      | 278                 | –6                  | Won de play-off van Doug Martin                                              |
| 1996                                      | Ernie Els po        | 271                 | –13                 | Won de play-off van Tom Lehman, Jeff Maggert, Craig Parry en Steve Elkington |
| 1997                                      | Ernie Els           | 268                 | –16                 |                                                                              |
| 1998                                      | J. P. Hayes po      | 201                 | –12                 | 54-holes (regenweer) Won de play-off van Jim Furyk                           |
| 1999                                      | Duffy Waldorf po    | 276                 | –8                  | Won de play-off van Dennis Paulson                                           |
| 2000                                      | Dennis Paulson po   | 276                 | –8                  | Won de play-off van David Duval                                              |
| 2001                                      | Sergio García       | 268                 | –16                 |                                                                              |
| Buick Classic                             |                     |                     |                     |                                                                              |
| 2002                                      | Chris Smith         | 272                 | –12                 |                                                                              |
| 2003                                      | Jonathan Kaye po    | 271                 | –13                 | Won de play-off van John Rollins                                             |
| 2004                                      | Sergio García po    | 272                 | –12                 | Won de play-off van Pádraig Harrington                                       |
| Barclays Classic                          |                     |                     |                     |                                                                              |
| 2005                                      | Pádraig Harrington  | 274                 | –10                 |                                                                              |
| 2006                                      | Vijay Singh         | 274                 | –10                 |                                                                              |
| The Barclays                              |                     |                     |                     |                                                                              |
| 2007                                      | Steve Stricker      | 268                 | –16                 |                                                                              |
| 2008                                      | Vijay Singh po      | 276                 | –8                  | Won de play-off van Tiger Woods                                              |
| 2009                                      | Heath Slocum        | 275                 | –9                  |                                                                              |
| 2010                                      | Matt Kuchar po      | 272                 | –12                 | Won de play-off van Martin Laird                                             |
| 2011                                      | Dustin Johnson      | 194                 | –19                 | 54-holes (naderende orkaan)                                                  |
| 2012                                      | Nick Watney         | 274                 | –14                 |                                                                              |
| 2013                                      | Adam Scott          | 273                 | –11                 |                                                                              |
| 2014                                      | Hunter Mahan        | 270                 | –14                 |                                                                              |

### Meervoudige winnaars
4 keer
- Vijay Singh: 1993, 1995, 2006, 2008

2 keer
- Jack Nicklaus: 1967, 1972
- Severiano Ballesteros: 1983, 1988
- Ernie Els: 1996, 1997
- Sergio García: 2001, 2004